# Mistrzostwa Panamerykańskie w Zapasach 2022
Mistrzostwa panamerykańskie w zapasach w 2022 roku zostały rozegrane w dniach 5 – 8 maja w mieście Acapulco w Meksyku. Zawody pierwotnie miały odbyć się w Santiago w Chile, ale zostały przeniesione z powodu zbyt restrykcyjnych wymagań tamtejszego Ministerstwa Zdrowia.

## Tabela medalowa
Gospodarz zawodów został zaznaczony kolorem.
| Poz.    | Państwo           |    |    |    | Łącznie |
| 1       | Stany Zjednoczone | 17 | 3  | 4  | 24      |
| 2       | Kanada            | 5  | 4  | 2  | 11      |
| 3       | Kuba              | 4  | 4  | 2  | 10      |
| 4       | Meksyk            | 1  | 6  | 8  | 15      |
| 5       | Kolumbia          | 1  | 0  | 4  | 5       |
| 6       | Wenezuela         | 1  | 0  | 3  | 4       |
| 7       | Honduras          | 1  | 0  | 1  | 2       |
| 8       | Brazylia          | 0  | 4  | 5  | 9       |
| 9       | Portoryko         | 0  | 4  | 2  | 6       |
| 10      | Ekwador           | 0  | 2  | 2  | 4       |
| 11      | Gwatemala         | 0  | 2  | 1  | 3       |
| 12      | Dominikana        | 0  | 1  | 6  | 7       |
| 13      | Argentyna         | 0  | 0  | 3  | 3       |
| 14      | Peru              | 0  | 0  | 2  | 2       |
| 15      | Kostaryka         | 0  | 0  | 1  | 1       |
| .       | Chile             | 0  | 0  | 1  | 1       |
| Łącznie | Łącznie           | 30 | 30 | 47 | 107     |

## Wyniki

### styl wolny
| Waga   | Złoto:           | Srebro:           | Brąz:                               |
| 57 kg  | Thomas Gilman    | Darian Cruz       | Alexei Álvarez Óscar Tigreros       |
| 61 kg  | Daton Fix        | Joseph Silva      | Pedro Flores                        |
| 65 kg  | Joseph McKenna   | Sebastian Rivera  | Agustín Destribats Álvaro Rudesindo |
| 70 kg  | Emmanuel Olapade | Vinícius da Silva | Alexis Olvera                       |
| 74 kg  | Kyle Dake        | Franklin Gómez    | Franklin Marén Cesar Bordeaux       |
| 79 kg  | Jordan Burroughs | Samuel Barmish    | Victor Santos                       |
| 86 kg  | Zahid Valencia   | Lázaro Hernández  | Ethan Ramos Carlos Izquierdo        |
| 92 kg  | J’den Cox        | Jeremy Poirier    | Cristian Sánchez                    |
| 97 kg  | Kyle Snyder      | Arturo Silot      | Luis Pérez Maxwell Lacey            |
| 125 kg | Amarveer Dhesi   | Nick Gwiazdowski  | José Díaz Catriel Muriel            |

### styl klasyczny
| Waga   | Złoto:           | Srebro:            | Brąz:                           |
| 55 kg  | Brady Koontz     | Axel Salas         | Brandon Escobar                 |
| 60 kg  | Randon Miranda   | Samuel Gurria      | Joao Benavides Dicther Toro     |
| 63 kg  | Samuel Jones     | José Rodríguez     | ----                            |
| 67 kg  | Julián Horta     | Kenedy Pedrosa     | Enyer Feliciano Nilton Soto     |
| 72 kg  | Pat Smith        | Edsson Olmos       | Cristian Mejía                  |
| 77 kg  | Yosvanys Peña    | David Choc         | Joílson Júnior RaVaughn Perkins |
| 82 kg  | Daniel Vicente   | Reinier Jiménez    | Tyler Cunningham                |
| 87 kg  | Daniel Grégorich | Johan Batista      | Alfonso Leyva Carlos Muñoz      |
| 97 kg  | Kevin Mejía      | Juan Conde Ibáñez  | Carlos Adames Nicholas Boykin   |
| 130 kg | Óscar Pino       | Eduard Soghomonian | Leo Santana Yasmani Acosta      |

### kobiety styl wolny
| Waga  | Złoto:              | Srebro:            | Brąz:                                  |
| 50 kg | Sarah Hildebrandt   | Madison Parks      | Jacqueline Mollocana Patricia Bermúdez |
| 53 kg | Dominique Parrish   | Luisa Valverde     | Betzabeth Argüello Karla Acosta        |
| 55 kg | Karla Godinez       | Jacarra Winchester | Lucía Yépez                            |
| 57 kg | Yaynelis Sanz       | Alma Valencia      | Alexandria Town Giullia Rodrigues      |
| 59 kg | Laurence Beauregard | Ameyalli Jessel    | Xochitl Mota-Pettis                    |
| 62 kg | Ana Godinez         | Kayla Miracle      | Laís Nunes Alejandra Romero            |
| 65 kg | Forrest Molinari    | Miki Rowbottom     | Atzimba Landaverde                     |
| 68 kg | Soleymi Caraballo   | Hangelen Llanes    | Yessica Oviedo Grabriela Rocha         |
| 72 kg | Skylar Grote        | Brenda Aguiar      | María García                           |
| 76 kg | Dymond Guilford     | Génesis Reascos    | María Acosta Justina Di Stasio         |